# 横井正彦
横井 正彦（よこい まさひこ、1955年7月15日 - ）は、日本の経営者。名古屋テレビ放送会長を務めている。

## 経歴
岐阜県出身。1978年に東京大学法学部を卒業し、朝日新聞社に入社。大阪本社代表、取締役などを歴任した。2013年に名古屋テレビ放送の取締役に就任し、2014年6月から2019年6月までに社長を務めた。テレビ朝日ホールディングスの取締役も務めた。
2018年から2020年までに日本民間放送連盟副会長を務めた。